# Artoria hebridisiana
Artoria hebridisiana là một loài nhện trong họ Lycosidae.
Loài này thuộc chi Artoria. Artoria hebridisiana được Lucien Berland miêu tả năm 1938.